# Берт Фогельштейн
Берт Фогельштейн  (англ. Bert Vogelstein; нар. 2 червня 1949, Балтимор, Меріленд) — американський учений-онколог, піонер у галузі геноміки раку. Дослідник Медичного інституту Говарда Г'юза. Є одним з найцитованіших вчених у світі, в 2003 році, згідно з ISI, найцитованіший вчений останніх двох десятиліть.
Народився у шпиталі Джонса Гопкінса.
В 1970 році здобув ступінь бакалавра в Пенсильванському університеті, в 1974 році отримав ступінь доктора медицини в університеті Джонса Гопкінса. Потім зайнявся педіатрією у шпиталі Джонса Гопкінса. Два роки працював у Національному інституті раку. З 1978 року працює в Університеті Джонса Гопкінса.
Займається вивченням колоректального раку. В 1988 році висловив гіпотезу про причини виникнення раку, яка була підтверджена в 1989 році при вивченні ген-супресор пухлин p53.

## Нагороди та визнання
- 1990:  The Bristol Myers Squibb Award за "відмінні досягнення у дослідженні раку"[6]
- 1992: "Премія Молодому досліднику" Американської федерації клінічних досліджень, тепер Американської федерації медичних досліджень
- 1992: Міжнародна премія Гайрднера[7]
- 1992: Член Американської академії мистецтв і наук
- 1992: Член Національної академії наук США[8]
- 1992: Медаль Пошани Американського товариства вивчення раку
- 1993: Премія Шакнаї Єврейського університету[9]
- 1993: Премія Фонду Пецколлера Американської асоціації досліджень раку[en][10]
- 1993: Премія Річарда Лаунсбері[en] Національної академії наук
- 1993: Премія Бакстера Асоціації американських медичних коледжів[en][11]
- 1994: Премія Пассано Фонду Пассано[en][12]
- 1994: премія Ернста Шерінга[en]
- 1994: Премія Діксона[en] Університету Піттсбурга
- 1995: Член Американського філософського товариства
- 1995: Член Alpha Omega Alpha[en]
- 1995: Премія Девіда Красновські Асоціації американських медичних коледжів[13]
- 1997: Премія Вільям Бомонта[en] з гастроентерології Американської гастроентерологічної асоціації[en]
- 1998: Премія Луїзи Ґросс Горвіц
- 1998: Премія Вільяма Аллана[en]
- 1998: Премія Пауля Ерліха та Людвіга Дармштедтера[de]
- 2000: Премія Чарльза Мотта[en]
- 2001: Премія Гарві
- 2003: Медаль Джона Скотта[14]
- 2004: Премія принцеси Астурійської[15]
- 2005: член EMBO
- 2007: Robert J. and Claire Pasarow Foundation Award for Distinguished Contributions to Cancer Research
- 2011: Charles Rodolphe Brupbacher Preis[de] однойменного фонду
- 2013: Премія за прорив у науках про життя[16]
- 2014: Warren Triennial Prize, Массачусетська лікарня загального профілю у Бостоні[en][17][18]
- 2015: Премія Пола Янссена за біомедичне дослідження[en]
- 2018: Премія Дена Девіда[en]
- 2019: Премія Грубера з генетики[en]